# Linanthus californicus
Linanthus californicus är en blågullsväxtart som först beskrevs av William Jackson Hooker och Arn., och fick sitt nu gällande namn av J.M. Porter och L.A. Johnson. Linanthus californicus ingår i släktet Linanthus och familjen blågullsväxter. Inga underarter finns listade i Catalogue of Life.

## Bildgalleri

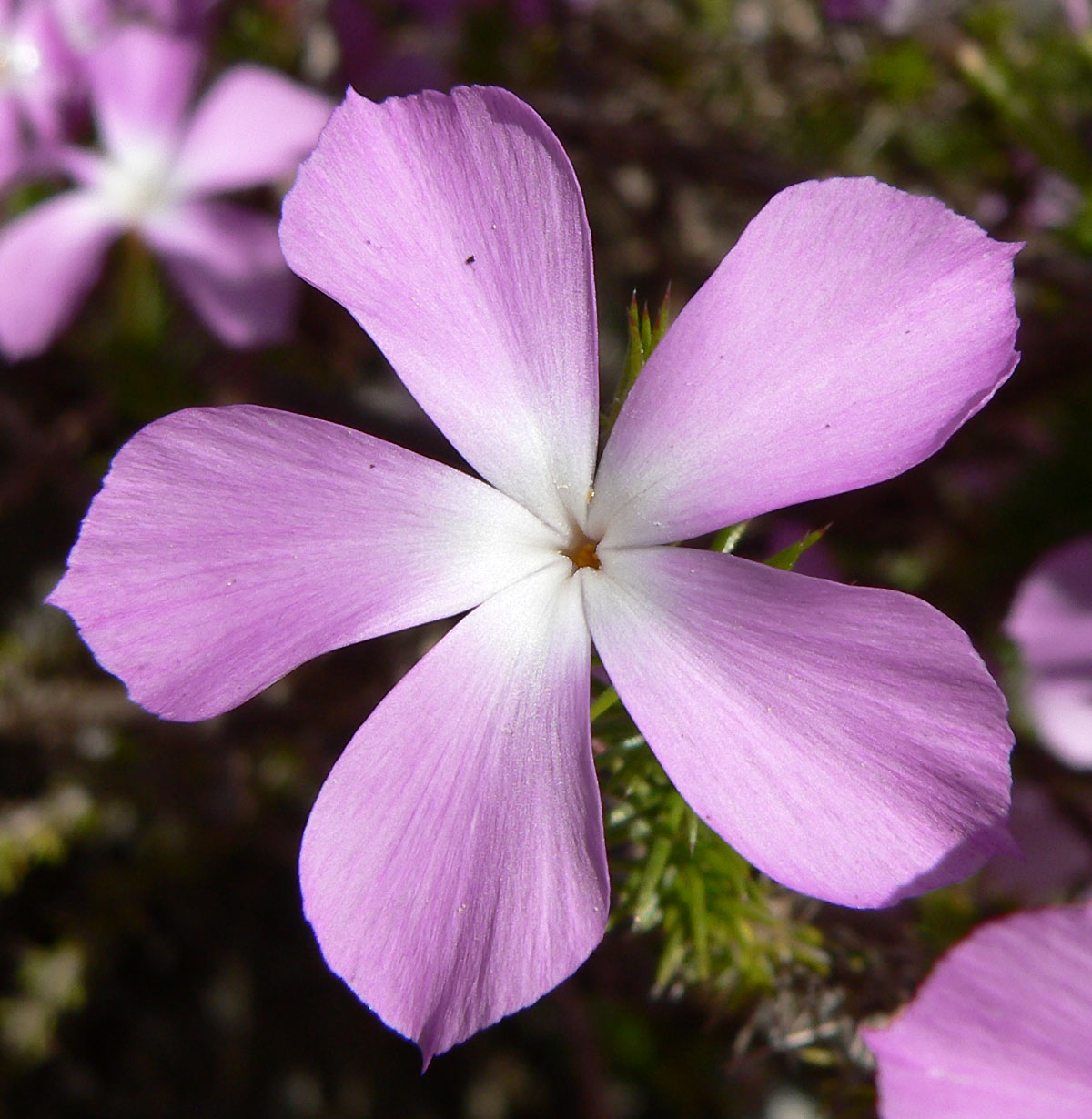